# مسابقات فوتبال زیر ۱۶ سال آسیا ۲۰۱۸
مسابقات فوتبال زیر ۱۶ سال آسیا ۲۰۱۸ (انگلیسی: 2018 AFC U-16 Championship)به میزبانی کشور مالزی در سال ۲۰۱۸ برگزار شد.